# Bostra
Bosra ou Bostra, também referida antigamente como Bostro ou Bostreno (do latim Bostrenus; em grego, τῆς Βοστρηνῶν, tes Bostrenon), é uma pequena cidade localizada no sul da Síria, quase na fronteira com a Jordânia. Nesta cidade se destacam as ruínas da antiga cidade romana, da qual um anfiteatro romano, construído com pedra escura, encontra-se em excelente estado de conservação. O restante da cidade foi construído com o mesmo material, porém não se encontra em bom estado de preservação. A via de acesso é a rodovia Damasco-Amã.
Em Bostra estava acampada a III Legião Cirenaica. Foi também a terra natal de Tito de Bostra.

## História
O cidade foi mencionada pela primeira vez nos documentos de Tutemés III e Aquenáton (século XIV a.C.). Bostra foi a primeira cidade dos nabateus no século II a.C.. O reino Nabateu foi conquistado por Cornélio Palma, um general do imperador Trajano, em 106.
Sob o Império Romano, Bostra foi renomeada Nova Trajana Bostra e designada como capital da nova província romana da Arábia Pétrea. A cidade floresceu e se tornou uma grande metrópole na junção de várias rotas comerciais, incluindo a estrada romana ao Mar Vermelho que passava perto de Petra.

## Principais pontos turísticos
Da cidade que contava 80 000 habitantes, hoje existe apenas uma aldeia entre as ruínas. O teatro romano, do século II, construído provavelmente sob Trajano, é o único monumento deste tipo. com a sua galeria superior com a forma de um pórtico coberto está integralmente preservado. A cidade fortificada entre 481 e 1231.
Além disso, monumentos nabateus e romanos, igrejas cristãs, e mesquitas estão presentes nas ruínas da cidade, assim como a Mesquita Al-Omari, uma das mais antigas na história islâmica.